# 亮紅新星

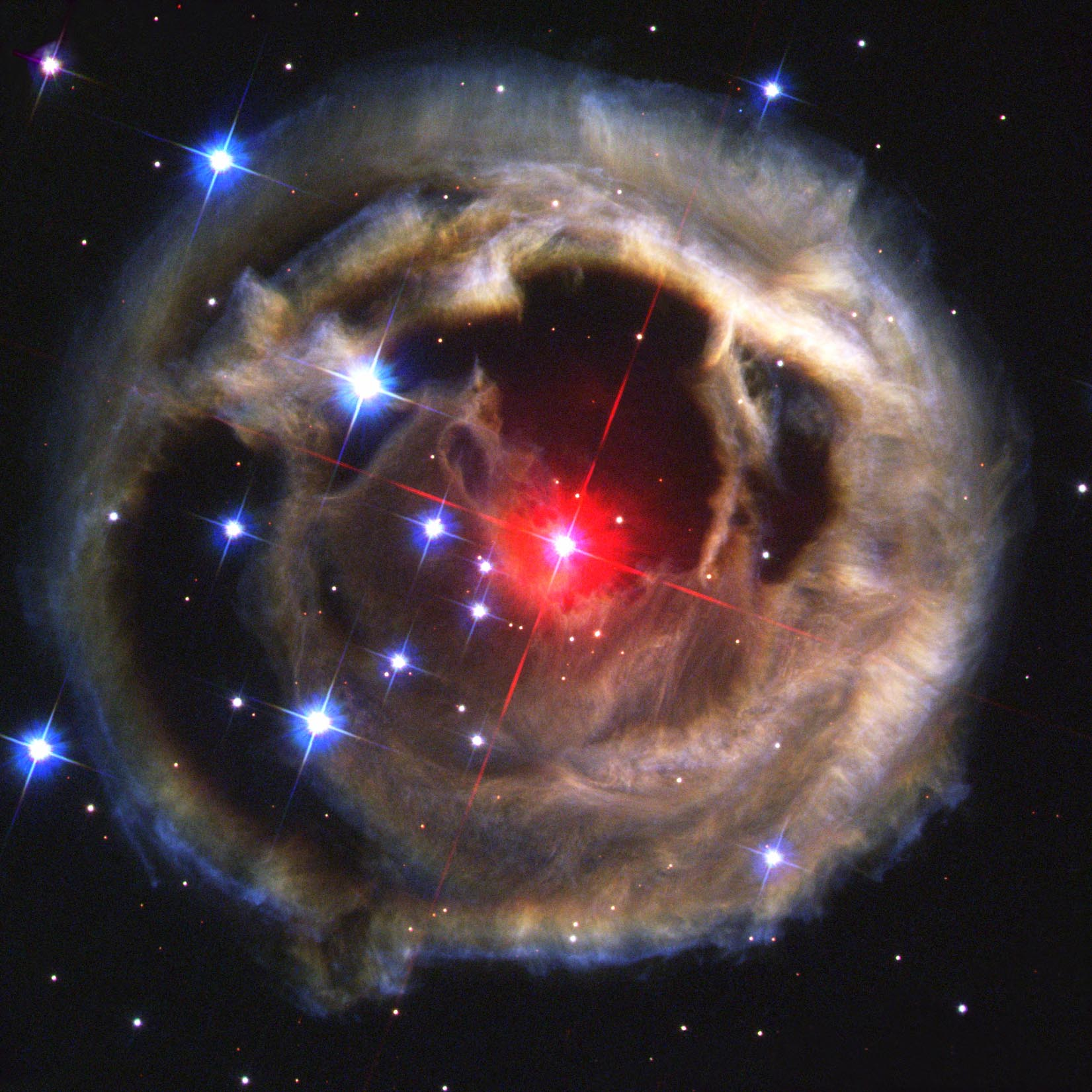
麒麟座V838 – 亮紅新星的原型。

亮紅新星（縮寫為LRNe）被認為是兩顆恆星合併所造成的爆炸現象。它們的特徵是有明顯的紅色，和光度曲線在紅外線区反覆的回到原來的光度逗留和徘徊。不要將高光度紅新星與標準的新星——以白矮星為主角，在表面發生爆炸——混淆了。

## 發現
在過去的30年，只有很少數量的天體被觀察到有亮紅新星的特徵。在仙女座大星系M31，於1988年閃爍的M31 RV可能是一顆亮紅新星；在銀河系，
1994年的人馬座V4332有著相同的閃爍，接著還有2002年的麒麟座V838，曾被嚴謹的觀察。
第一顆被確認的亮紅新星是在M85星系的M85 OT2006-1。它是在立克天文台進行超新星搜尋時首度被發現，然後由加州理工和柏克萊的一群天文學家繼續研究。這個由什里尼瓦斯·库尔卡尼領導的小組證實了他和已知的由熱脈衝造成爆炸的新星不同，並且在2007年5月23日發表在自然的論文中宣稱亮紅新星是一種恆星爆炸新星的新類型。
天蝎座V1309是在2008年發現由一對聯星合併的亮紅新星。
2015年1月，天文學家在仙女座星系中觀察到一顆亮紅新星。
2015年2月10日，來自羅馬尼亞的瓦希里帕爾萬天象和天文台的度米特魯·西普里安（Dumitru Ciprian Vîntdevară）在風車星系發現了一顆亮紅新星M101 OT2015-1。

## 特徵
亮紅新星在觀測上有下列的特徵：
- 爆炸時的亮度在超新星（較亮）和新星（較暗）之間。

- 可見光持續數星期或數月，有著獨特的紅色，光度隨著時間變暗而顯得更紅。隨著可見光的暗淡，紅外線會增強並且持續反覆一段時間，通常會變暗和再增亮數次。

- 對M85 OT2006-1的紅外線觀測顯示是溫度非常低（略低於1,000K）的恆星。這可能是也可能不是其它亮紅新星的特徵。

## 演化
研究M85 OT2006-1的團隊相信它是兩顆主序星合併時發生的現象。想知道更多的訊息和詳情可以參考維基媒體的麒麟座V838和合併爆發。
當合併爆發發生之際，LNRe的膨脹看似極端的迅速，在幾個月內半徑就達到太陽的數千倍甚至上萬倍。因此溫度能降至如此的低，同時也解釋了令人迷惑的亮度閃爍與低溫並存的天體。

## 其他看法
有些天文學家認為，以現有的觀測數據宣稱這是一種恆星爆炸的新類型，可能言之過早。例如，在2007年多塞納等人解釋這種事件可能是II-p超新星引起的；陶德等人在2008年也指出當超新星在高度消光的情況下光度自然會降低，也會偏紅。

## 預測
在2017年，一個聯星系統KIC 9832227被預測會在2022年初合併，並產生一顆亮紅新星。2018年9月，在用於預測的初始資料中發現一個失誤，同時也確定合併不會在預測的時間進行。

## 外部連結
- Caltech Press Release "Caltech and Berkeley Astronomers Identify a New Class of Cosmic Explosions"
- Smithsonian/NASA ADS Astronomy Abstract Service "Spitzer Observations of the New Luminous Red Nova M85 OT2006-1" （页面存档备份，存于）
- Arne Rau's web page on optical transients
- Cosmos Online "Stars merge in new cosmic explosion" （页面存档备份，存于）